# Neues Landschaftsgebäude
Das Neue Landschaftsgebäude (auch Landschaftlicher Neubau) ist ein ehemals öffentliches Gebäude am Roßmarkt in München.

## Geschichte

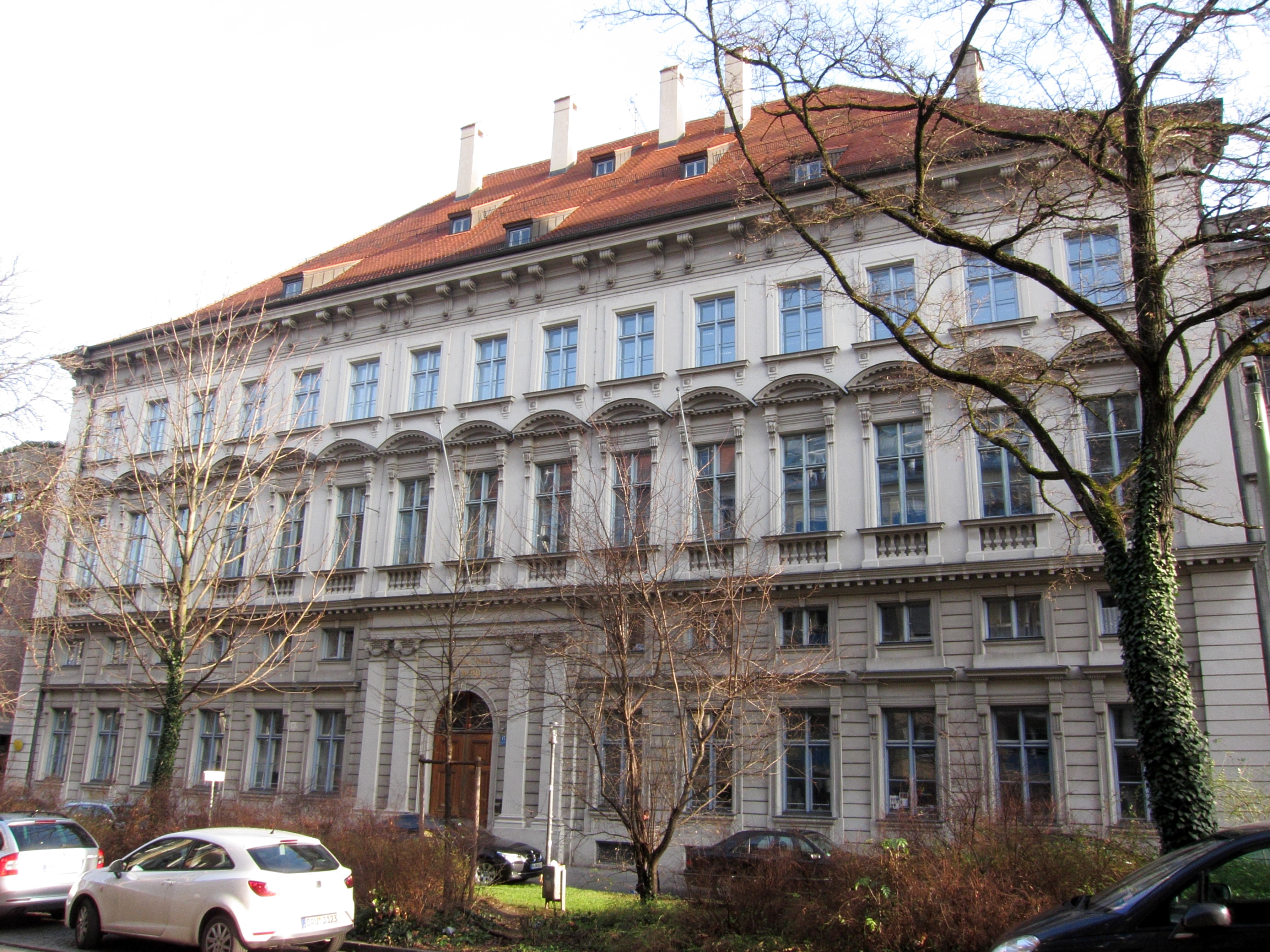
Neues Landschaftsgebäude

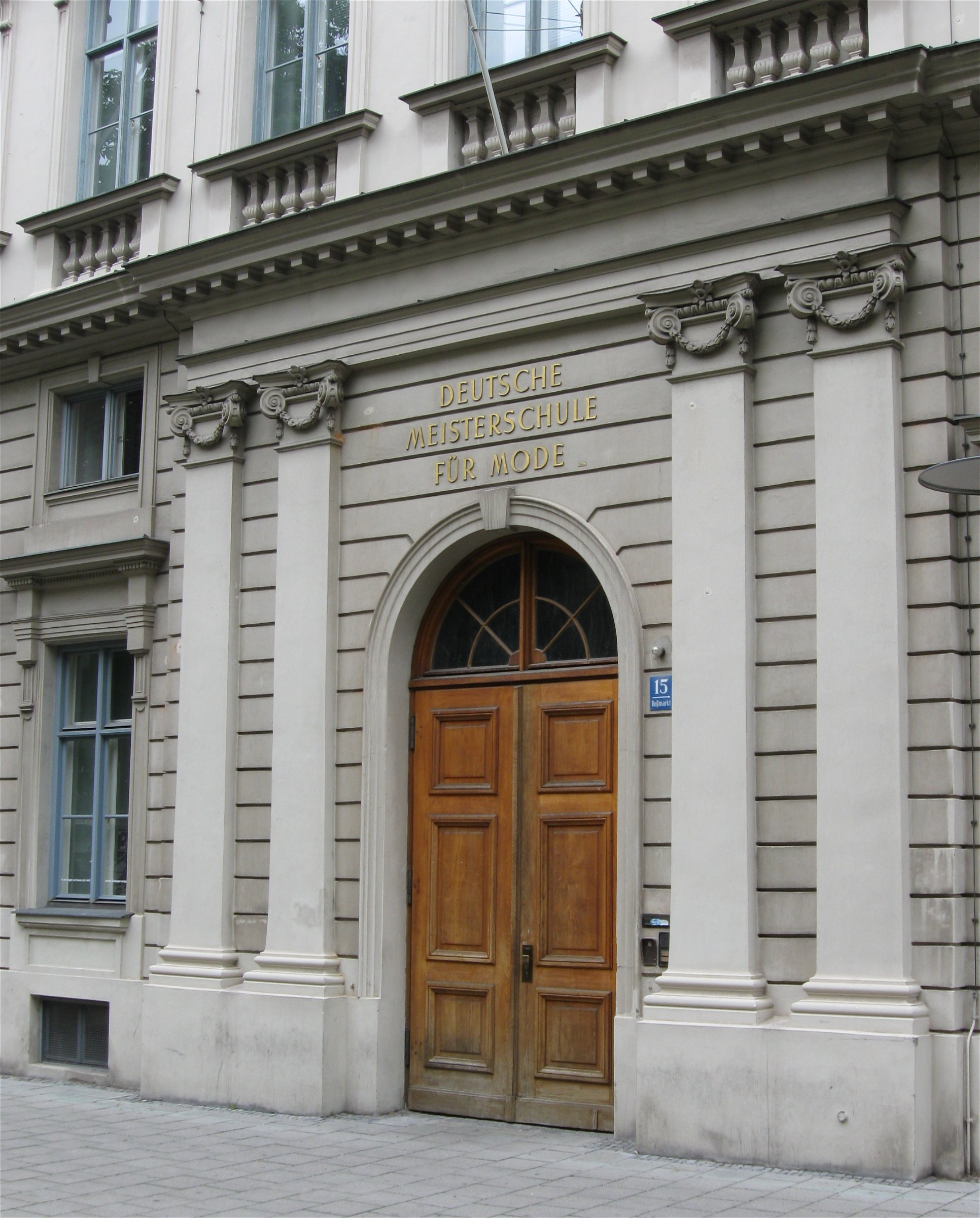
Portal

Das Neue Landschaftsgebäude wurde ab 1774 nach einem Entwurf des Münchner Baumeisters François de Cuvilliés dem Jüngeren errichtet, jedoch erst nach dessen Tod vollendet.
Das Gebäude diente zunächst als Versammlungsort der Bayerischen Landstände, der Neubau war als Ersatz für das Alte Landschaftsgebäude am Marienplatz entstanden. Nach Auflösung der Landstände 1808 diente das Gebäude unter anderem als Erziehungsinstitut, bevor 1931 die Deutsche Meisterschule für Mode einzog, die es noch heute beherbergt.

### Landstände in Bayern
Landschaft bedeutet im historischen und ursprünglichen Zusammenhang die Gesamtheit der Landstände in einem mittelalterlichen und frühneuzeitlichen Staat im Sinne der Ständeordnung. Als Landstände werden die ständischen Vertretungen (Ständekorporationen) in den Territorien des Römisch Deutschen Reiches bezeichnet. Im 17. Jahrhundert begann durch den Dreißigjährigen Krieg und mit der wachsenden Macht des Landesfürstentums (gemäß den Vorstellungen des Absolutismus) auch in Bayern der Niedergang der Landstände. Dieser setzte sich im 18. Jahrhundert fort. 1669 wurde zum letzten Mal der ständische Landtag einberufen. Dennoch war die Wirksamkeit der Stände im 18. Jahrhundert nicht aufgehoben. Statt der (Voll-)Landtage überwachten nun die ständische Gremien mit ihren Verwaltungen die Staatstätigkeit und sorgten für geordnete Finanzen.

## Architektur
Der Bau ist im späten Rokoko entstanden und kündigt bereits mit strengeren und mehr klassischen Formen das Empire an. Er verfügt über ein hohes Walmdach und ist von kolossalen Eckpfeilern begrenzt. Beiderseits des mit Doppelpilastern geschmückten Mittelportals liegen je sechs Fensterachsen. Das Erdgeschoss ist rustiziert und verfügt über ein Mezzanin. Das Hauptgeschoss ist durch Segmentgiebel und Fensterbalkone hervorgehoben. In der Einfahrtshalle befinden sich säulengetragene Gewölbe. Von der ursprünglichen Ausstattung ist wegen der häufigen Besitzerwechsel wenig erhalten.
Ein angebautes schmales dreigeschossiges und dreiachsiges Verbindungsgebäude von 1906 stellt im Süden den Anschluss an das benachbarte Gebäude der Hauptfeuerwache her.